# Larvejaure
Larvejaure är en sjö i Arjeplogs kommun i Lappland och ingår i Umeälvens huvudavrinningsområde. Sjön har en area på 0,332 kvadratkilometer och ligger 470,7 meter över havet. Larvejaure ligger i Laisälven Natura 2000-område.

## Delavrinningsområde
Larvejaure ingår i det delavrinningsområde (735641-153938) som SMHI kallar för Mynnar i Mittisjön. Medelhöjden är 625 meter över havet och ytan är 31,58 kvadratkilometer. Det finns inga avrinningsområden uppströms utan avrinningsområdet är högsta punkten. Vattendraget som avvattnar avrinningsområdet har biflödesordning 4, vilket innebär att vattnet flödar genom totalt 4 vattendrag innan det når havet efter 444 kilometer. Avrinningsområdet består mestadels av skog (94 procent). Avrinningsområdet har 0,48 kvadratkilometer vattenytor vilket ger det en sjöprocent på 1,5 procent.